# ナラティブ・インクワイアリー
ナラティブ・インクワイアリー(Narrative Inquiry)とは、広義のナレッジマネジメントの分野で現れた学問分野のことである。（調査事実ではない）聞いた話を多数集めることを通して、（市場・労働者・市民などの）行動を理解する、というアプローチであり、ストーリーテリングとは異なる。社会科学の定性的研究において最近になって出てきた概念であり、認知言語学・組織論・知識理論・教育研究などの分析ツールとして用いられる。
D. ClandininとF. Connellyによると、ナラティブ・インクワイアリーとは「研究のもとの現象として、そして研究方法としての両方のナラティブを理解すること」である。

## 背景
ClandininとConnellyはナラティブ・インクワイアリーを、物語・自叙伝・ジャーナル・野帳・手紙・会話・インタビュー・家族の話・写真・人生経験などのテキストをデータ源として扱う方法であると定義する。
ナラティブ・インクワイアリーは定性的研究としてではなく、情報マネジメントと似た分野の、ナレッジマネジメントから派生した分野である。したがって、ナラティブ・インクワイアリーは、データの収集と処理にではなく、人間の知識の「組織化」に注目する。つまり、知識それ自体が変わるものであり、”ただ一人”に知られる情報にでも、注目すべきであると考える。
ナレッジマネジメントは1990年代に、知識を識別・代表・共有・疎通させるための方法として現れた。ナレッジマネジメントとナラティブ・インクワイアリーにはナレッジトランスファーという概念がある。ナレッジトランスファーとは、経験を含んだ「定量化できない知識要素をどう移すか」ということを追求する理論概念である。知識は、もし移されなければ、ほぼ間違いなく、文字通り「使われない」という意味で無用の存在である。
哲学者のAndy Clarkは、精神がナラティブ（間接的情報）と記憶（直接的情報）を処理する方法は認知的に区別できないとしている。そういうこともあり、ナラティブは知識を移すための効果的で力強い方法とされるようになった。